# Mistrzostwa Świata w Łucznictwie 1953
17. Mistrzostwa Świata w Łucznictwie odbyły się 21–25 lipca 1953 w Oslo w Norwegii. Organizatorem była Międzynarodowa Federacja Łucznicza.

## Medaliści

### Strzelanie z łuku klasycznego
| Konkurencja            | Złoto                                                              | Srebro                                                         | Brąz                                                             |
| Indywidualnie kobiet   | Jean Richards                                                      | Ilta-Meri Santaoja                                             | Jacqueline Lang                                                  |
| Indywidualnie mężczyzn | Bror Lundgren                                                      | Einar Tang-Holbek                                              | Carl-Eric Bissman                                                |
| Drużynowo kobiet       | Finlandia · Caja Burmeister · Kirsti Partanen · Ilta-Meri Santaoja | Francja · Suzanne Lang · Irene Cruypenninck · Madeleine Bernot | Szwecja · Ulla-Britt Jeppson · Ingrid Karlsson · Ellen Johansson |
| Drużynowo mężczyzn     | Szwecja · Stellan Andersson · Carl-Erik Bissman · Bror Lundgren    | Dania · Einar Tang-Holbaek · Einar Larsen · Sandy Jörgensen    | Belgia · Andre Duval · Oscar Kessels · Edgard Lienard            |

## Klasyfikacja medalowa
| Lp. | Państwo           | Złoto | Srebro | Brąz | Razem |
| 1.  | Szwecja           | 2     | 0      | 2    | 4     |
| 2.  | Finlandia         | 1     | 1      | 0    | 2     |
| 3.  | Stany Zjednoczone | 1     | 0      | 0    | 1     |
| 4.  | Dania             | 0     | 2      | 0    | 2     |
| 5.  | Francja           | 0     | 1      | 1    | 2     |
| 6.  | Belgia            | 0     | 0      | 1    | 1     |